# Bytnica
Bytnica è un comune rurale polacco del distretto di Krosno Odrzańskie, nel voivodato di Lubusz.
Ricopre una superficie di 208,74 km² e nel 2008 contava 2 722 abitanti.